# Bert Vogelstein
Bert Vogelstein (Baltimore, EUA 1949) és un oncòleg i professor d'universitat estatunidenc.

## Biografia
Nascut el 1949 a la ciutat de Baltimore, ciutat de l'estat nord-americà de Maryland.
Llicenciat en medicina és una de les principals referències en investigació oncològica pels seus treballs en la identificació i caracterització dels gens l'alteració dels quals causen el càncer de còlon. Descobridor del gen APC, que controla el mecanisme de creixement de cèl·lules al còlon, ha realitzat significatives contribucions en el coneixement del paper del gen p53 en el procés tumoral.
Actualment és professor de la Facultat de Medicina de la Universitat Johns Hopkins i investigador de l'Institut Mèdic Howard Hughes.
L'any 2004 fou guardonat amb el Premi Príncep d'Astúries d'Investigació Científica i Tècnica, juntament amb Judah Folkman, Tony Hunter, Joan Massagué Solé i Robert Weinberg, pels seus estudis fonamentals per entendre la base molecular del càncer de còlon, gràcies als seus descobriments sobre mutacions seqüencials acumulatives en els gens responsables d'aquesta malaltia.